# 로이아테
로이아테(이탈리아어: Roiate)는 이탈리아 라치오주 로마현에 위치한 코무네다. 로마로부터 북동쪽 45km 거리에 있다.